# 本願寺人吉別院
本願寺人吉別院（ほんがんじひとよしべついん）は、熊本県人吉市七日町にある浄土真宗本願寺派の寺院。同派の別院。

## 概要
江戸時代、相良藩によって浄土真宗の教えが禁じられていた人吉・球磨地方に、1878年、浄土真宗解禁後初めて作られた浄土真宗の寺院。現在も人吉・球磨地域唯一の本願寺別院として、多くの人の信仰を集めており、隠れ念仏と殉教の歴史も数多く伝わる。

## 境内
- 山門
- 本堂
- 鐘楼
- 高尊殿 - 納骨堂
- 寺務所

## 行事
- 毎朝7時 晨朝勤行
- 毎月1日 永代経法要
- 毎月16日 宗祖月忌法要

- 1月 元旦会
- 2月 春の法要
- 3月 春季彼岸会
- 4月 花まつり
- 5月 宗祖降誕会・永代経法要
- 6月 百日参り
- 7月 盂蘭盆会
- 8月 お盆参り
- 9月 秋季彼岸会
- 10月
- 11月 隠れ念仏顕彰法要
- 12月 報恩講、除夜会

その他別院門徒教化団体（仏飯講、仏教婦人会、仏教壮年会、日曜学校）の行事がある。

## 歴史
鎌倉時代から明治時代まで、肥後国球磨地方を統治した相良藩は、代々にわたり浄土真宗の教えを禁じた(相良氏法度)。相良藩による念仏禁制（浄土真宗禁制）は360有余年もの間続けられた。明治に入りようやく解禁となる（人吉別院は解禁第１号の寺院）。
この相良氏が居城としたのが人吉城で、球磨川の対岸、現在別院がある人吉市七日町はその城下にあたる。
球磨地方の開教は明治を待つまで許されず、この地の門徒たちは長い法難の時代を、密かに講を組織し、見張りを立てて聴聞にいそしむことで法義を護った。これは「隠れ念仏」と呼ばれ、相良氏に遅れて同じく真宗を禁じた島津氏の統治する隣藩、薩摩藩をはじめとし、南九州一帯にその苦難の歴史が残されている。
人吉別院は明治に開教を迎えてのち、待ち望んだ「信教の自由」を手に入れた人びとにより建立された。長い冬を乗り越え一斉に芽吹く春の萌木のごとく、この時期次々に起工された説教所を前身としている。
人吉別院が、球磨における真宗開教の根本道場としてこの地に輝かしく創建をみるまでの土壌には、不遇の時期にも信仰を護り通した念仏者たちの不屈の思いが、太く脈々と流れている。当時、念仏禁制の厳重な取り締まりの中で、命をかけて念仏を護り伝えたのが山田村の伝助らによる「仏飯講」であった。仏飯講は念仏を喜ぶ門徒同朋であったが、厳戒の中で心の自由と真の拠り所を護り抜くという地下組織や秘密結社のような命がけのつながり（共同体）であった。
仏飯講は次第に藩の政治的な領域や封建制度をとび越えてヨコへヨコへと無限に広がり、藩主(為政者)ではなく、阿弥陀如来を中心とするこの共同体は一揆への不安要素や、年貢よりも本山（西本願寺）への懇志進納など、相良藩にとって都合の悪い存在であった。

## 年表
- 1878(明治11)年 - 本願寺人吉説教所として創建。
- 1880(明治13)年 - 10月21日、内務省より許可があり、人吉説教所の創立が定められる。
- 1903(明治36)年 - 10月、京都の「浄教寺」を「高尊寺」と改称し、これを人吉説教所へ移して「人吉別院高尊寺」となる。
- 1904(明治37)年 - 10月21日、別格別院光尊寺となる。
- 1919(大正8)年 - 別格別院光尊寺を改め、「本願寺人吉別院」と改称。
- 2020(令和2)年 - 令和2年7月豪雨災害で境内浸水被害。別院直門徒宅も多数被害。

## 所在地
熊本県人吉市七日町25